# 삼성 델파이
삼성 델파이(Samsung Delphi, Samsung B3410)는 삼성전자가 2009년 10월에 출시한 휴대 전화이다.